# Rosenblattia
Rosenblattia is een monotypisch geslacht van straalvinnige vissen uit de familie van diepwaterkardinaalbaarzen (Epigonidae).

## Soort
- Rosenblattia robusta Mead & De Falla, 1965